# Skogstry
Skogstry (Lonicera xylosteum), även kallad bentry, är en oftast helt låg men lummig, vackert grön buske i familjen kaprifolväxter med smärta, behagfullt sträckta grenar och mjuka, tunna, finhåriga blad. Det växer i skuggiga, steniga lundar, och någon gång kan det på sådana ställen bli ett smalt, krokstammigt småträd av upp till 2 meters höjd. Om de beskuggande träden huggits ned kan skogstryet leva kvar länge på den solöppna marken, men blir då lägre, knubbigare och mera blekbladigt. 
I Sverige och Finland går denna art nästan upp till polcirkeln men i Norge är den inskränkt till landets södra del. 
Veden är mycket hård och seg. I Skåne och svenskfinland kallas därför skogstryn för hårdved. Man ska inte förväxla detta med skogskornell, som också traditionellt kallas hårdved.  Det är detta som det från grekiskan hämtade xylosteum betyder.
Blomkronan är hos släktet Lonicera olikbladig och symmetrisk, närmare bestämt tvåläppig med underläppen bildad av en, överläppen av fyra kronflikar. Det har fem ståndare. Blomningen är tidig och infaller i maj eller juni). Skogstry får mörkröda bär som sitter parvis. Bären är giftiga och ger kräkningar, ansiktsrodnad, överdriven törst och vidgade pupiller.

## Synonymer
- Caprifolium dumetorum Lam. nom. illeg.
- Caprifolium xylosteum (L.) Gaertn.
- Chamaecerasus dumetorum Delarbre nom. illeg.
- Chamaecerasus xylosteum (L.) Medik.
- Euchylia villosum Dulac nom. illeg.
- Lonicera dumetorum Pers.
- Lonicera leiophylla A.Kern.
- Lonicera luteiflora Coustur. & Gand.
- Lonicera ochroleuca St.-Lag.
- Lonicera xylosteum var. glabrescens Zabel
- Xylosteon dumetorum Moench nom. illeg.
- Xylosteon vulgare Borkh. nom. illeg.